# Woodlake Golf Club
De Woodlake Golf Club is een golfclub in de Verenigde Staten en werd opgericht in 1972. De club bevindt zich in San Antonio, Texas en heeft een 18 holesbaan met een par van 72. De baan werd ontworpen door de golfbaanarchitect Desmond Muirhead.

## Golftoernooien
- Texas Open: 1972-1976

## Trivia
- Voor het Texas Open, een golftoernooi van de Amerikaanse PGA Tour, was de par van de baan 71.